# Romane Dieu
Pour les articles homonymes, voir Dieu (homonymie).
Romane Dieu, née le 19 décembre 2000 à Albertville, est une sauteuse à ski française.

## Biographie
Commençant sa carrière en 2015, elle finit 3e des Championnats de France jeune cette année-là. Elle est licenciée au club de Courchevel.
En 2017, elle décroche l'or au Festival olympique de la jeunesse européenne à Erzurum (Turquie), ce qui est son premier grand titre mondial. En fin d'année, le 16 décembre, elle finit 3e de l'étape Couoe du monde à Hinterzarten (Allemagne) avec Julia Clair, Léa Lemare et Lucile Morat derrière les Japonaises et les Russes. Lors de l'étape de Lillehammer (Norvège), elle est disqualifiée pour « combinaison non conforme ».
Aux Championnats du monde junior 2018, elle prend la médaille de bronze au concours par équipes. Elle obtient son meilleur résultat individuel en Coupe du monde avec une 26e place à Hinzenbach en 2017 et à Rasnov en 2018.

## Palmarès

### Coupe du monde
- Meilleur classement général : 45e en 2018.
- Meilleur résultat : 26e.
- 1 podium par équipes.

#### Classements généraux annuels
| Année | Rang |
| 2017  | 55e  |
| 2018  | 45e  |

### Championnats du monde junior
- - Kandersteg 2018 :
  -  Médaille de bronze par équipes.

### Festival olympique de la jeunesse européenne
- Médaille d'or en individuel en 2017.
- Médaille d'argent par équipes en 2017.